# 訃報 2018年5月
訃報 2018年5月（ふほう 2018ねん5がつ）では、2018年5月に物故した、又は物故が報じられた人物についてまとめる。

## (1日 - 15日)

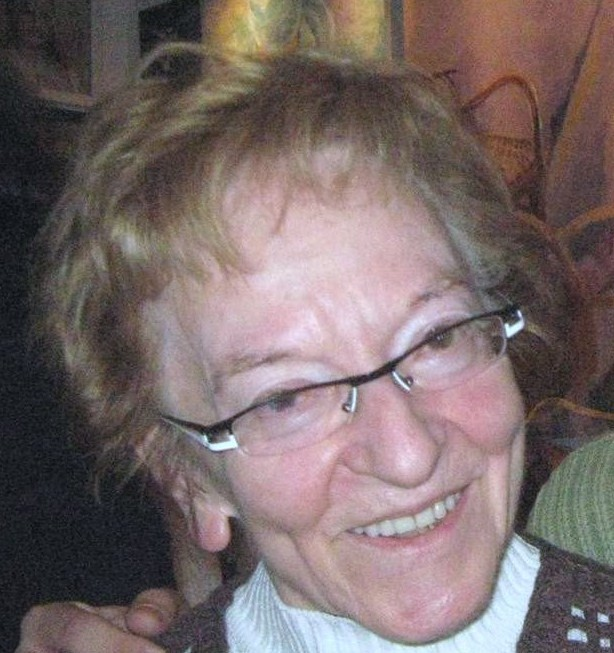
ワンダ・ウィウコミルスカ／5月1日没

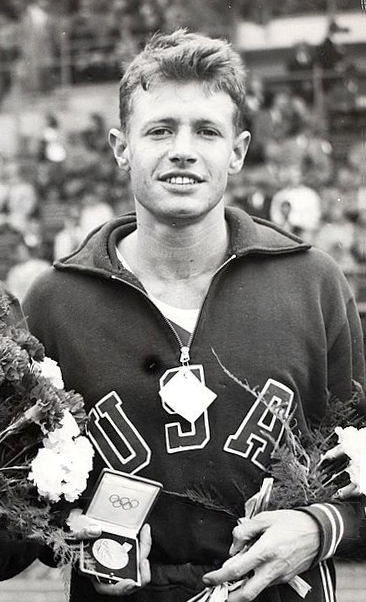
アーサー・バーナード／5月1日没

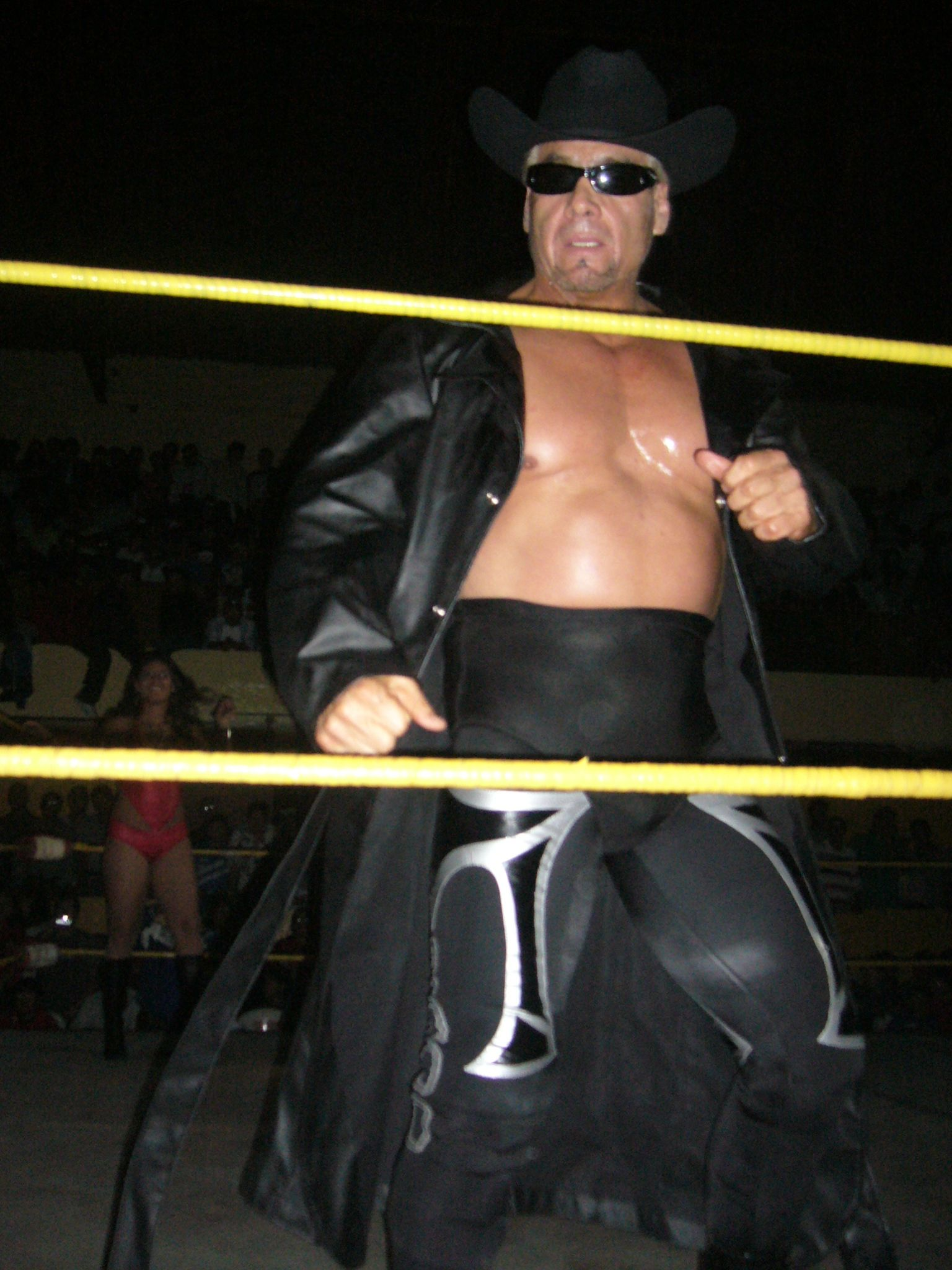
ウニベルソ・ドスミル／5月1日没

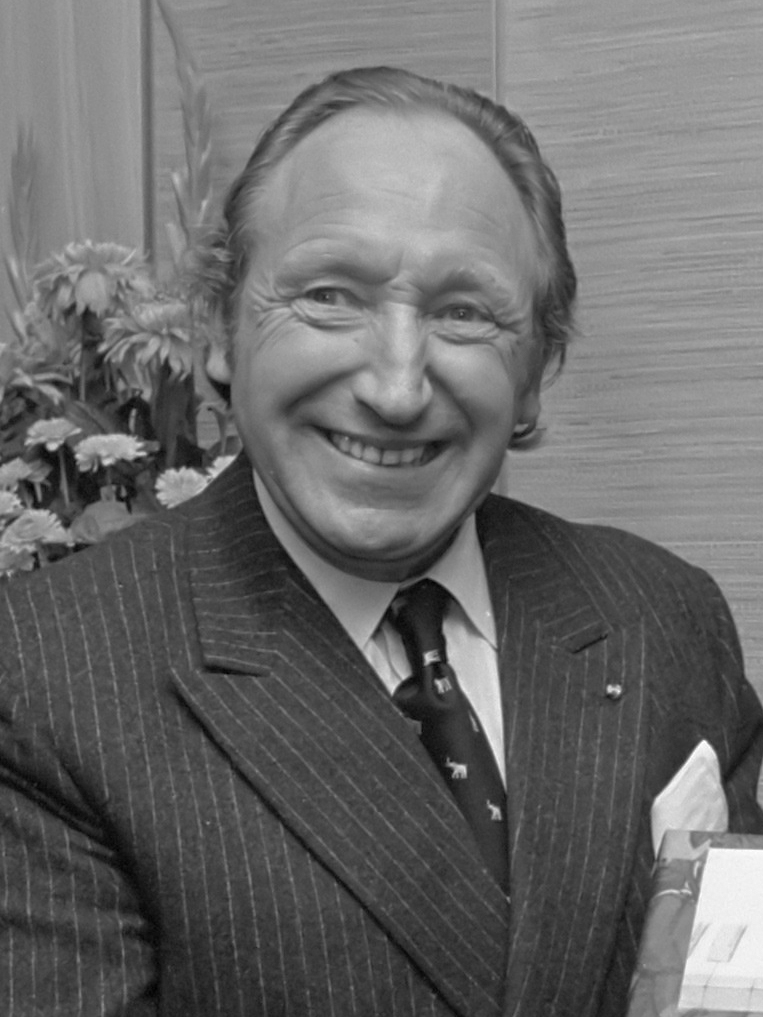
ヘルマン・クレバース／5月2日没

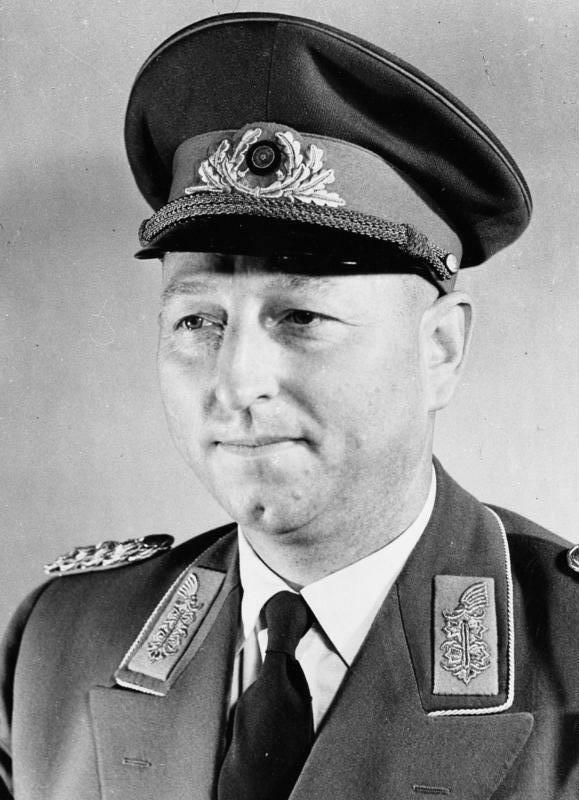
ジークフリート・リーデル／5月4日没

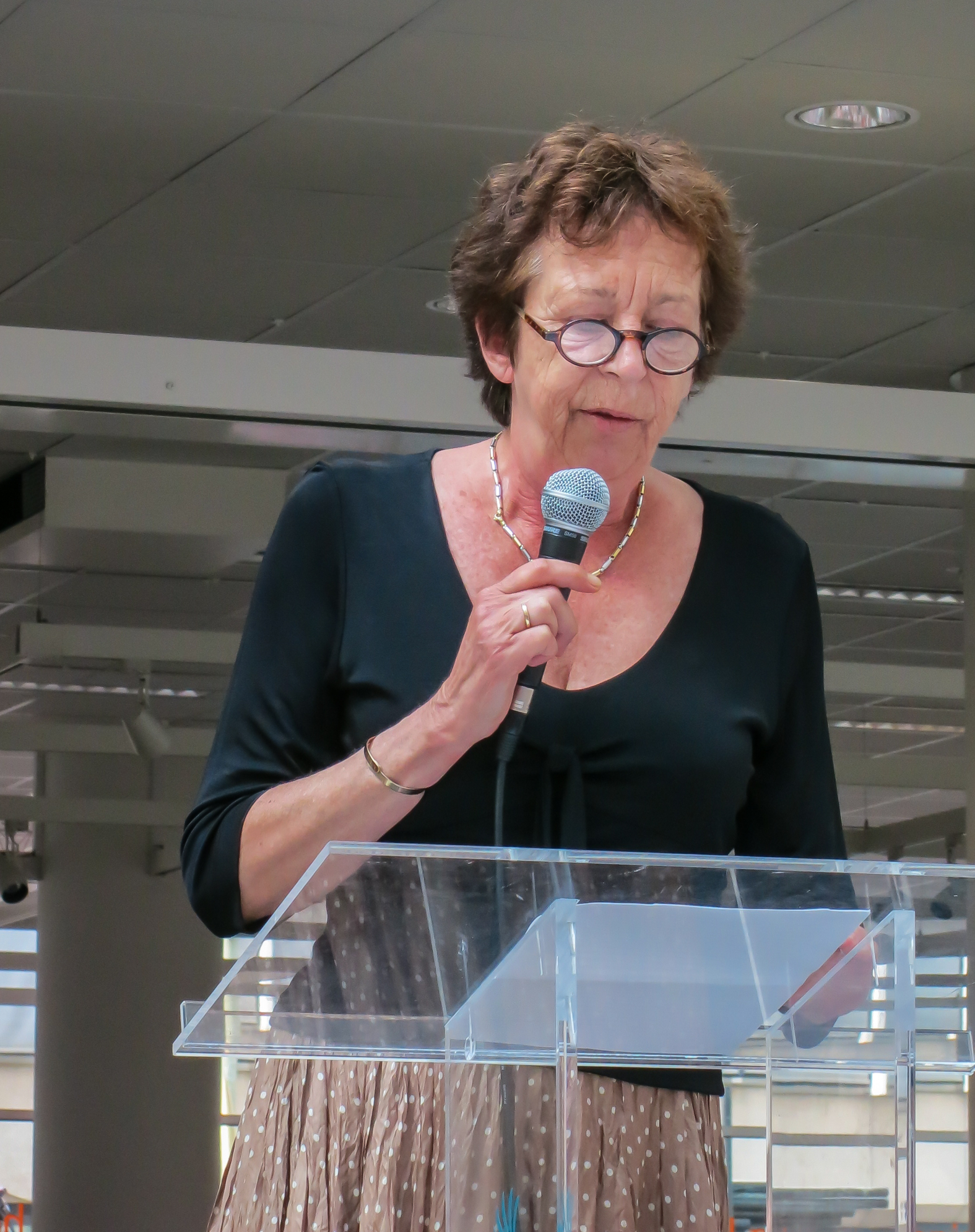
レナーテ・ドレスタイン／5月4日没

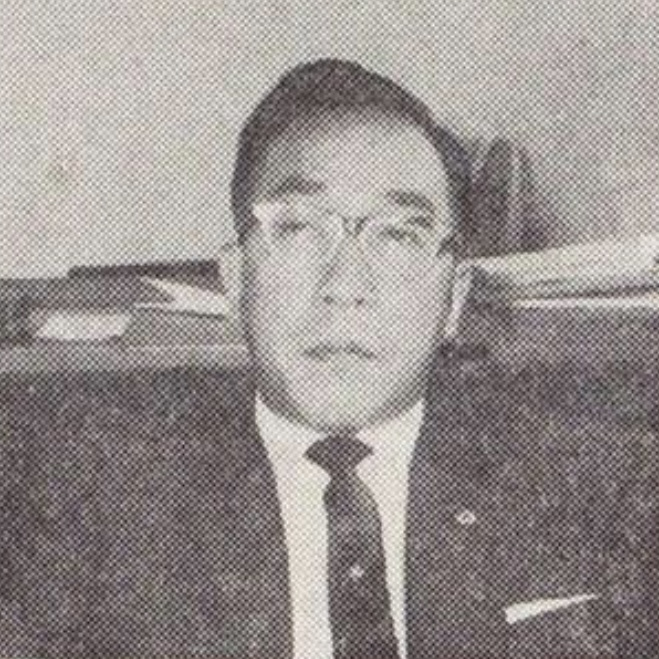
横山修二／5月6日没

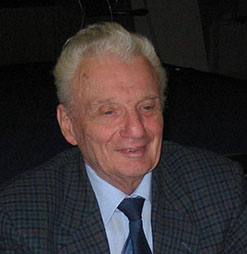
ミキ・ムステル／5月7日没

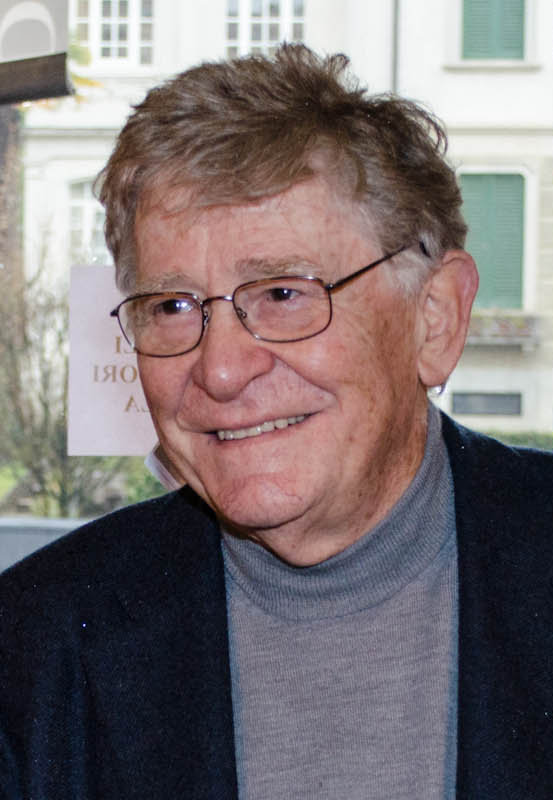
エルマンノ・オルミ／5月7日没

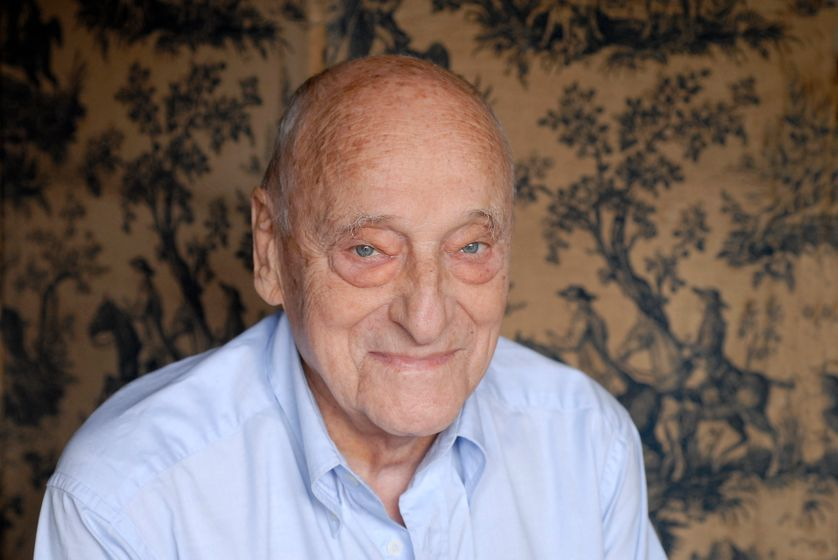
ジェラール・ジュネット／5月11日没

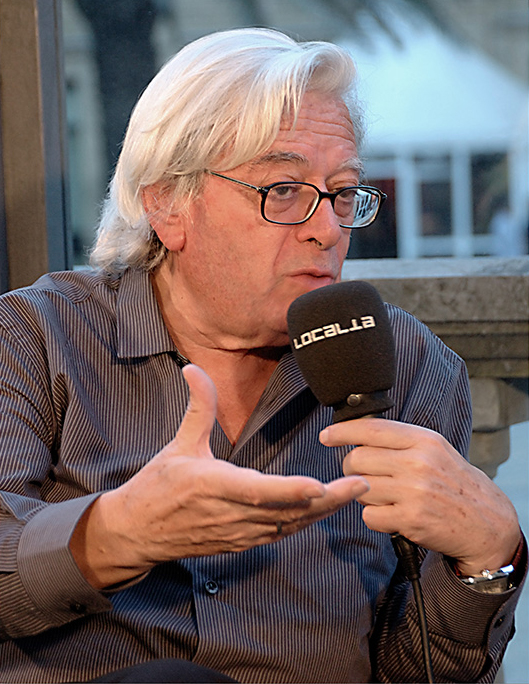
アントニオ・メルセロ／5月12日没

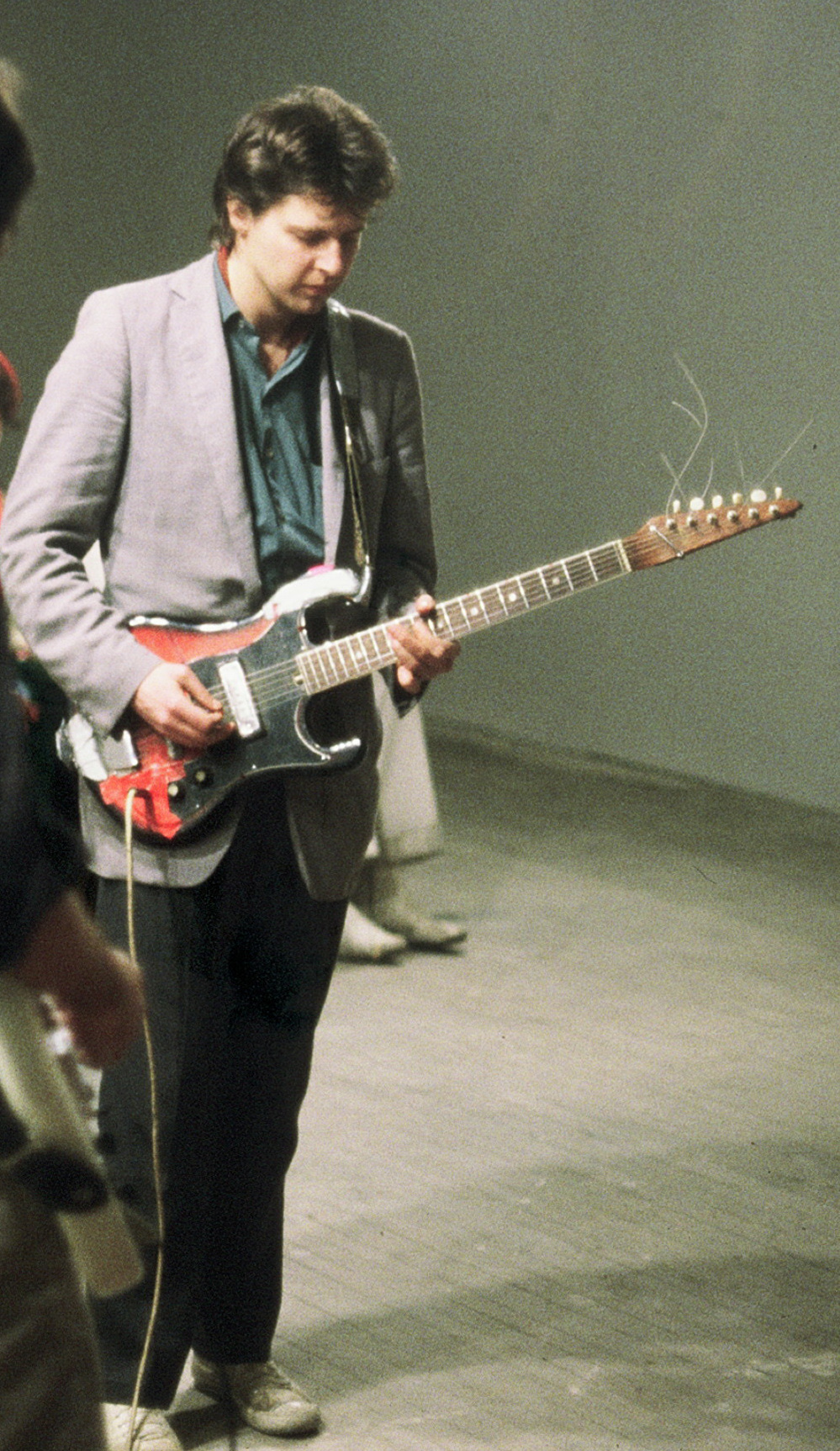
グレン・ブランカ／5月13日没

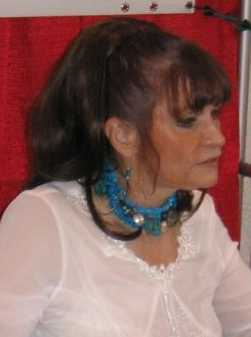
マーゴット・キダー／5月13日没

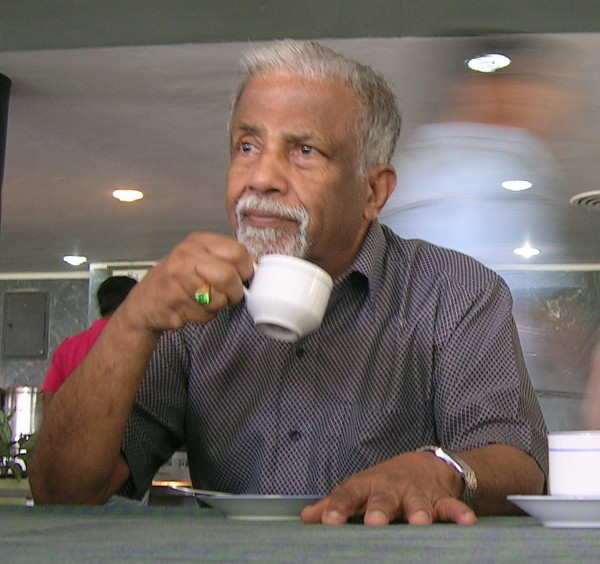
E. C. G. スダルシャン／5月13日没

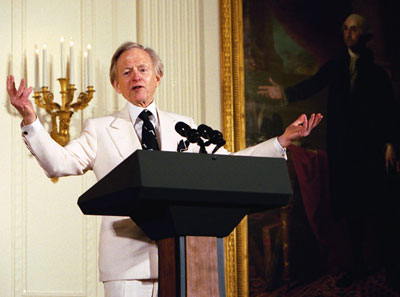
トム・ウルフ／5月14日没

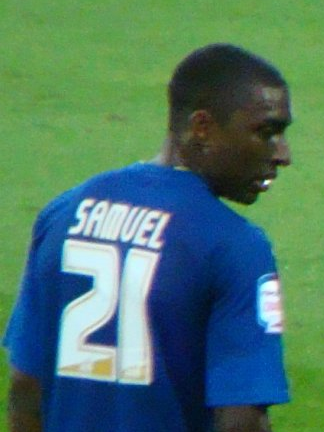
ジェイロイド・サミュエル／5月15日没

- 5月1日 - ワンダ・ウィウコミルスカ、ポーランドのヴァイオリニスト（* 1929年）[1]
- 5月1日 - アーサー・バーナード、アメリカ合衆国の陸上競技選手、ヘルシンキオリンピック110mハードル走銅メダリスト（* 1929年）[2]
- 5月1日 - 孫越（中国語版）、中華民国の俳優、慈善活動家（* 1930年）[3]
- 5月1日 - ジャボ・スタークス（英語版）、アメリカ合衆国のドラマー、JBズメンバー（* 1938年）[4]
- 5月1日 - 酒井健二、日本の実業家、元日本ペイントホールディングス社長（* 1947年）[5]
- 5月1日 - ウニベルソ・ドスミル、メキシコのプロレスラー（* 1963年）[6]
- 5月2日 - 楊劉秀華、中華民国の女性運動家、元亜東関係協会理事（* 1921年）[7]
- 5月2日 - ヘルマン・クレバース、オランダのヴァイオリニスト（* 1923年）[8]
- 5月2日 - 王丹鳳（英語版）、中華人民共和国の女優（* 1924年）[9]
- 5月2日 - 加古里子、日本の男性絵本作家（* 1926年）[10][11]
- 5月2日 - 山口勝弘、日本の造形作家、筑波大学・神戸芸術工科大学名誉教授（* 1928年）[12]
- 5月2日 - 熊本哲之、日本の政治家、元世田谷区長、元東京都議会議員・議長（* 1931年）[13]
- 5月2日 - 浦野光、日本の声優、俳優、ナレーター（* 1931年）[14]
- 5月2日 - 岡田光治、日本の脚本家（* 1933年）[15]
- 5月2日 - 吉崎俊三、日本の行政運動家、信楽高原鐵道列車衝突事故遺族、元鉄道安全推進会議議長（* 1934年）[16]
- 5月2日 - 井上堯之、日本のギタリスト、バンドマスター、井上堯之バンドリーダー、ザ・スパイダース/PYG元メンバー（* 1941年）[17]
- 5月2日 - 安田泰敏、日本の囲碁棋士（* 1964年）[18]
- 5月3日 - 西村皓、日本の教育学者、慶応大学名誉教授、元慶應義塾常任理事（* 1925年）[19]
- 5月3日 - 林一道、日本の数学者、電気通信大学名誉教授（* 1925年）[20]
- 5月3日 - 竹田正彦、日本の水産化学者、高知大学名誉教授（* 1927年）[21]
- 5月3日 - 小西新右衛門、日本の実業家、元小西酒造社長（* 1928年?）[22]
- 5月3日 - 佐藤晨、日本の声楽家、元広島大学教授（* 1931年?）[23]
- 5月3日 - アフォンソ・ドラカマ（英語版）、モザンビークの政治家、モザンビーク民族抵抗運動党首（* 1953年）[24]
- 5月4日 - ジークフリート・リーデル、ドイツの元軍人、元ドイツ民主共和国（東ドイツ）国家人民軍参謀総長（* 1918年）[25]
- 5月4日 - 吉野準、日本の警察官僚、第79代警視総監、日本相撲協会監事（* 1934年）[26]
- 5月4日 - トニー・スティール（英語版）、ニュージーランドのラグビー選手、政治家、元同国代表、元ニュージーランド議会議員（* 1941年）[27]
- 5月4日 - レナーテ・ドレスタイン、オランダの作家、ジャーナリスト、フェミニスト（* 1954年）[28]
- 5月4日 - スティーブ・コイ（イタリア語版）、イギリスのドラマー、デッド・オア・アライヴメンバー（* 1962年）[29]
- 5月4日 - ルヤンダ・ヌチャンガセ（英語版）、南アフリカ共和国のサッカー選手（* 1997年）[30]
- 5月5日 - 古川薫、日本の小説家（* 1925年）[31]
- 5月5日 - ディック・ウィリアムズ（英語版）、アメリカ合衆国の歌手、ウィリアムズ･ブラザーズ（英語版）メンバー（* 1926年）[32]
- 5月5日 - ローズマリー・シューダー（ドイツ語版）、ドイツの作家（* 1928年）[33]
- 5月5日 - クラウス・デデ、ドイツの作家、ジャーナリスト（* 1935年）[34]
- 5月6日 - ハーリド・モヘユッディーン（英語版）、エジプトの政治家、元軍人、自由将校団幹部、国民統一進歩党党首（* 1922年）[35]
- 5月6日 - 横山修二、日本の実業家、大京創業者（* 1925年）[36]
- 5月6日 - パオロ・フェラーリ（イタリア語版）、イタリアの俳優（* 1929年）[37]
- 5月6日 - ブラッド・スタイガー（英語版）、アメリカ合衆国の超常現象作家（* 1936年）[38]
- 5月6日 - 鈴木直志、日本のアナウンサー、元テレビ岩手アナウンサー（* 1950年）[39]
- 5月6日 - エリック・ゲボス（英語版）、ベルギーのモトクロスレーサー（* 1962年）[40]
- 5月7日 - ミキ・ムステル、スロベニアのアニメーター、漫画家、彫刻家（* 1925年）[41]
- 5月7日 - エルマンノ・オルミ、イタリアの映画監督、映画プロデューサー（* 1931年）[42]
- 5月7日 - チャーリー・ラッセル（英語版）、カナダの博物学者（* 1941年）[43]
- 5月7日 - モラーヌ（フランス語版）、ベルギーの歌手（* 1960年）[44]
- 5月8日 - アン・V・コーツ、イギリスの映像編集技師（* 1925年）[45]
- 5月8日 - フリオ・ロペス・エルナンデス（スペイン語版）、スペインの彫刻家（* 1930年）[46]
- 5月8日 - 田中隼人、日本の政治家、元山梨県増穂町長（* 1932年）[47]
- 5月8日 - 捧賢一、日本の実業家、コメリ創業者、同社名誉会長ファウンダー（* 1933年）[48]
- 5月8日 - アーネスト・メディナ、アメリカ合衆国の元軍人、ソンミ村虐殺事件を起こした陸軍中隊の中隊長（* 1936年）[49]
- 5月8日 - ララ・セント・ポール（英語版）、イタリア領エリトリア出身の歌手（* 1945年）[50]
- 5月8日 - ジェームス・スコット（英語版）、アメリカ合衆国のボクサー（* 1947年）[51]
- 5月8日 - 山岸俊男、日本の社会心理学者、北海道大学名誉教授（* 1948年）[52]
- 5月8日 - 小笠原明男、日本の芸能プロモーター、エー・チーム社長（* 1955年、もしくは1956年）[53]
- 5月8日 - 黒岩よしひろ、日本の漫画家（* 1962年）[54]
- 5月9日 - 村井志摩子、日本の劇作家、演出家（* 1928年）[55]
- 5月9日 - 瀧澤孝、日本のヤクザ（* 1937年）[56]
- 5月9日 - ペア・キルケビー（英語版）、デンマークの画家（* 1938年）[57]
- 5月9日 - 大沼啓延、日本のテレビディレクター、テレビキャスター（* 1950年）[58]
- 5月9日 - フリードリヒ・ヘルツォーク・フォン・ヴュルテンベルク（ドイツ語版）、ドイツの起業家、ヴュルテンベルク公爵（* 1960年）[59]
- 5月9日 - ベン・グレイヴス（スペイン語版）、アメリカ合衆国のドラマー、元マーダードールズ（英語版）・ドープメンバー（* 1972年）[60]
- 5月10日 - デイヴィッド・グドール（英語版）、オーストラリアの植物学者（* 1914年）[61]
- 5月10日 - 鎌田隆、日本の経済学者、沖縄大学名誉教授、沖縄・ベトナム友好協会会長（* 1941年）[62]
- 5月10日 - 川杉収二、日本の団体職員、元日本オリンピック委員会事務局長（* 1947年）[63]
- 5月10日 - スコット・ハッチソン（英語版）、スコットランドのミュージシャン、フライトゥンド・ラビット（英語版）メンバー（* 1981年）[64]
- 5月11日 - 5代目港家小柳、日本の浪曲師（* 1928年）[65]
- 5月11日 - ジョシュ・グリーンフェルド、アメリカ合衆国の作家、脚本家（* 1928年）[66]
- 5月11日 - ジェラール・ジュネット、フランスの文学理論家（* 1930年）[67]
- 5月11日 - 松島利行、日本の映画評論家（* 1937年）[68]
- 5月12日 - チャック・ノックス（英語版）、アメリカ合衆国のアメリカンフットボール監督（* 1932年）[69]
- 5月12日 - アントニオ・メルセロ、スペインのテレビディレクター、映画監督（* 1936年）[70]
- 5月12日 - 高橋啓悟、日本の実業家、元日本電工社長（* 1940年?）[71]
- 5月12日 - デニス・ニルセン（英語版）、スコットランドのシリアルキラー（* 1945年）[72]
- 5月12日 - ウィル・アルソップ（英語版）、イギリスの建築家、スターリング賞受賞者（* 1947年）[73]
- 5月12日 - ドナルド・ゲイリー・ヤング、アメリカ合衆国の実業家、ヤングリヴィング創業者（* 1949年）[74]
- 5月13日 - 角松正雄、日本の商学者、熊本学園大学名誉教授・元学長（* 1926年）[75]
- 5月13日 - ベス・チャット（英語版）、イギリスの造園家（* 1923年）[76]
- 5月13日 - E. C. G. スダルシャン、インドの理論物理学者、テキサス大学教授（* 1931年）[77]
- 5月13日 - 牧口新太、日本の政治家、元佐賀県牛津町長（* 1931年?）[78]
- 5月13日 - 紙屋正和、日本の東洋史学者、福岡大学名誉教授（* 1947年）[79]
- 5月13日 - グレン・ブランカ、アメリカ合衆国の実験音楽作曲家（* 1948年）[80]
- 5月13日 - マーゴット・キダー、カナダ出身のアメリカ合衆国の女優（* 1948年）[81]
- 5月14日 - ダグ・フォード（英語版）、アメリカ合衆国のゴルフ選手（* 1922年）[82]
- 5月14日 - トム・ウルフ、アメリカ合衆国の作家、ジャーナリスト（* 1930年）[83]
- 5月14日 - 入仲誠三、日本の政治家、元沖縄県与那国町長（* 1930年?）[84]
- 5月14日 - フランク・クイリシ（英語版）、アメリカ合衆国の野球選手（* 1939年）[85]
- 5月14日 - 上地安昭、日本の臨床心理学者、兵庫教育大学名誉教授（* 1941年）[86]
- 5月15日 - 川人秀石、日本の書家、元毎日書道展審査会員（* 1928年?）[87]
- 5月15日 - レイ・ウィルソン（英語版）、イングランドのサッカー選手、元サッカーイングランド代表（* 1934年）[88]
- 5月15日 - トム・マーフィー（英語版）、アイルランドの劇作家（* 1935年）[89]
- 5月15日 - ジャン＝クロード・ラミ（フランス語版）、フランスの作家、ジャーナリスト（* 1941年）[90]
- 5月15日 - 岸井成格、日本のジャーナリスト、毎日新聞社特別編集委員（* 1944年）[91]
- 5月15日 - ジェイロイド・サミュエル、トリニダード・トバゴのサッカー選手（* 1981年）[92]

## (16日 - 31日)

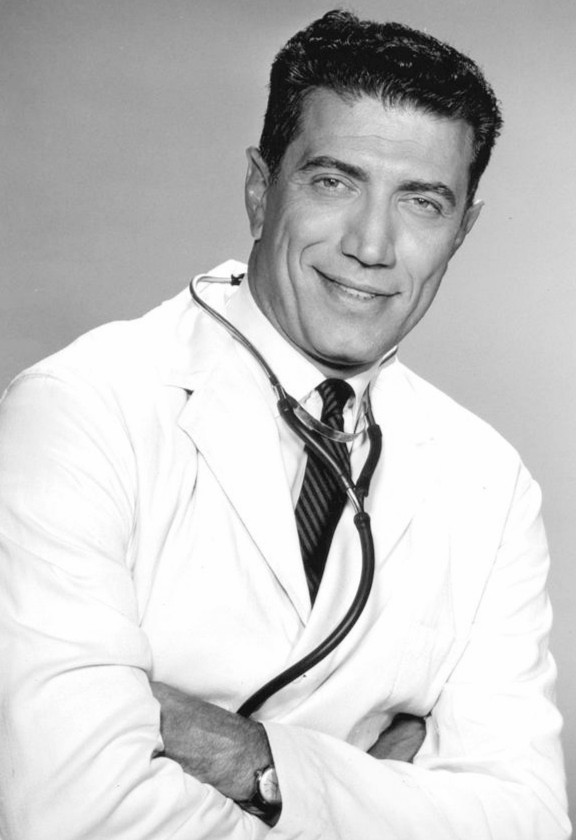
ジョセフ・カンパネラ／5月16日没

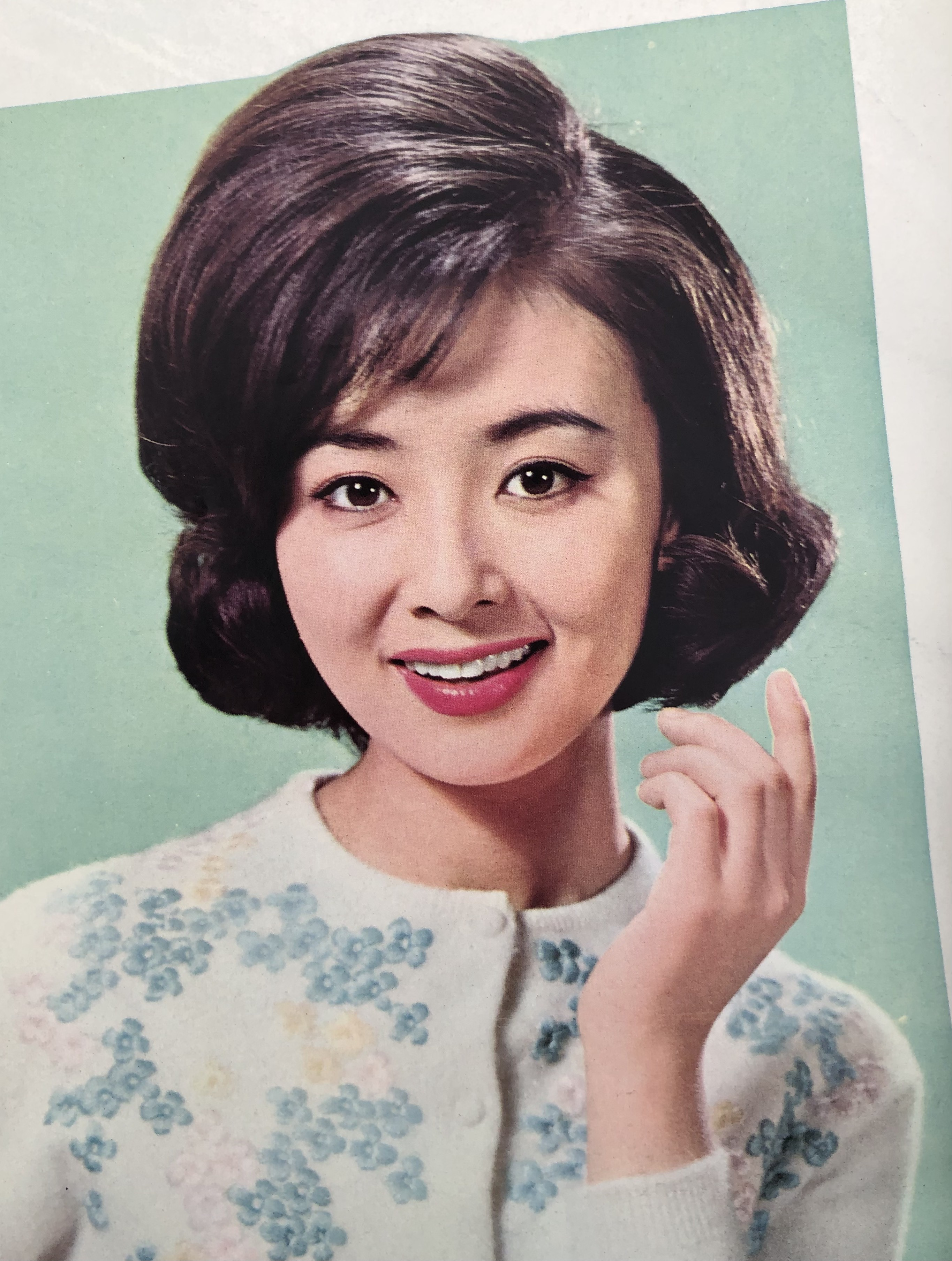
星由里子／5月16日没

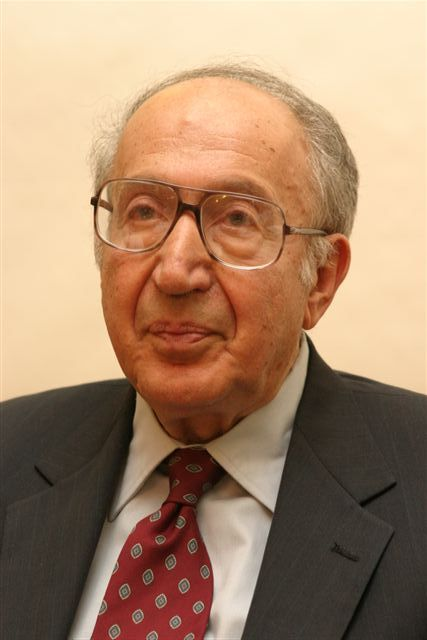
リチャード・パイプス／5月17日没

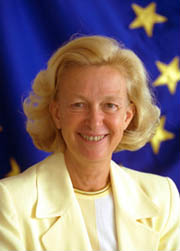
ニコル・フォンテーヌ／5月17日没

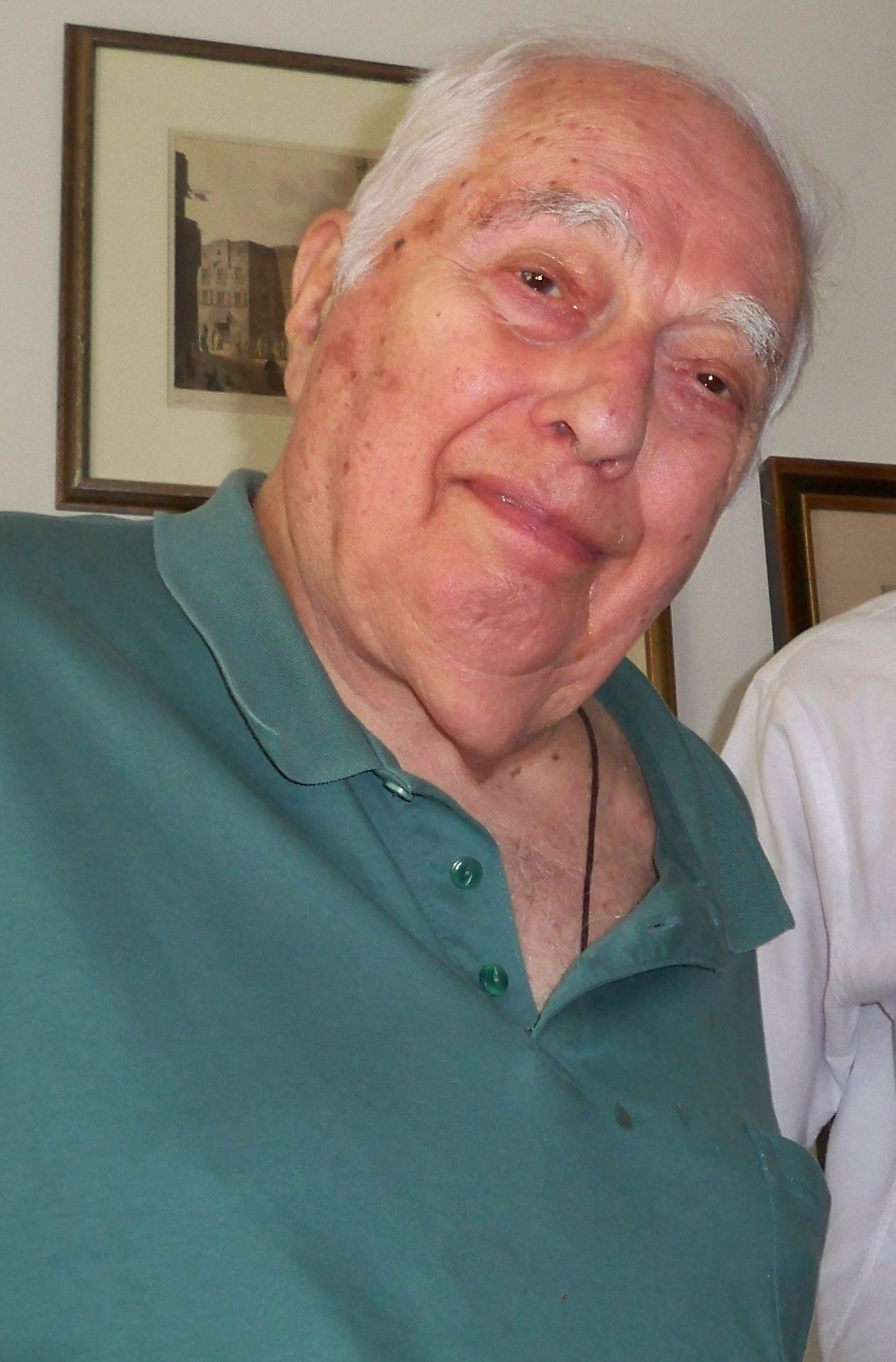
バーナード・ルイス／5月19日没

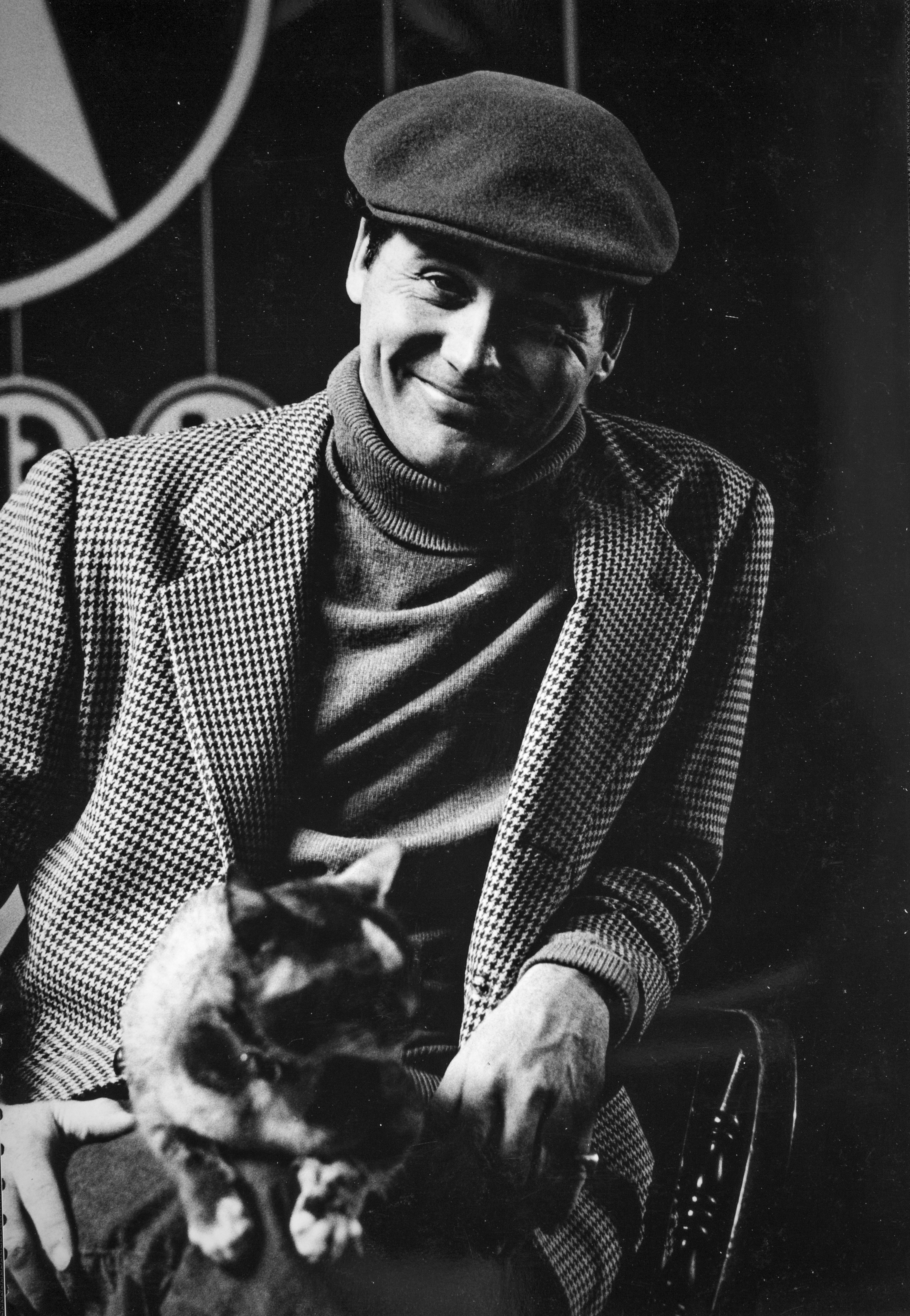
ロバート・インディアナ／5月19日没

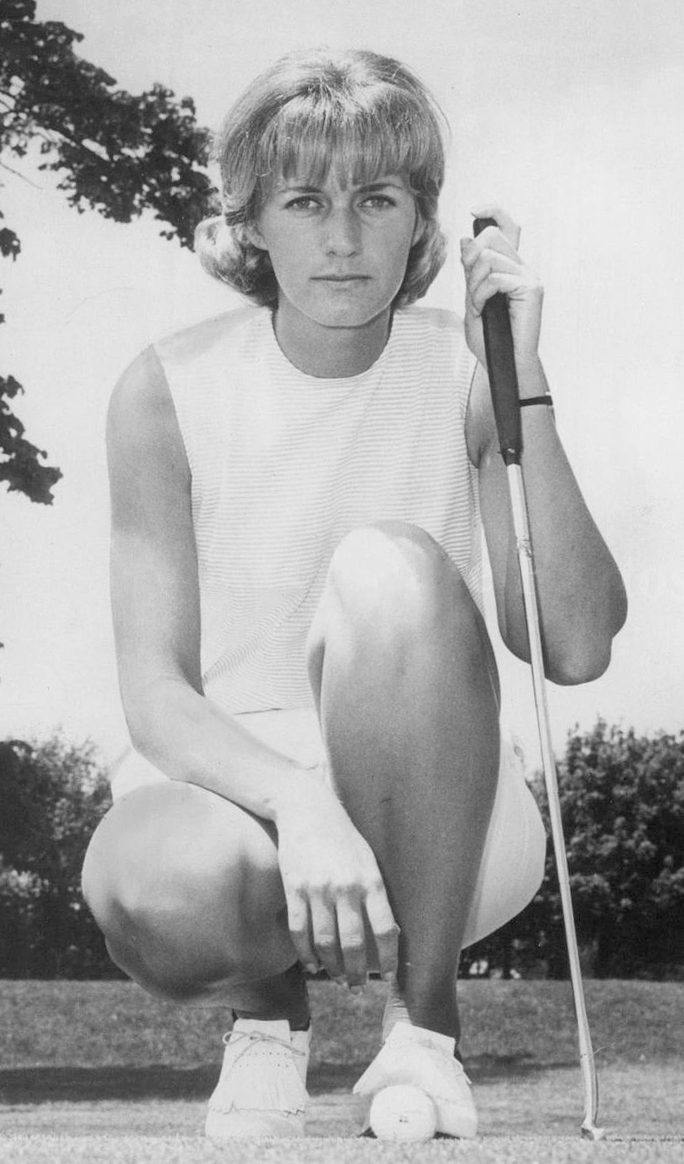
キャロル・マン／5月20日没

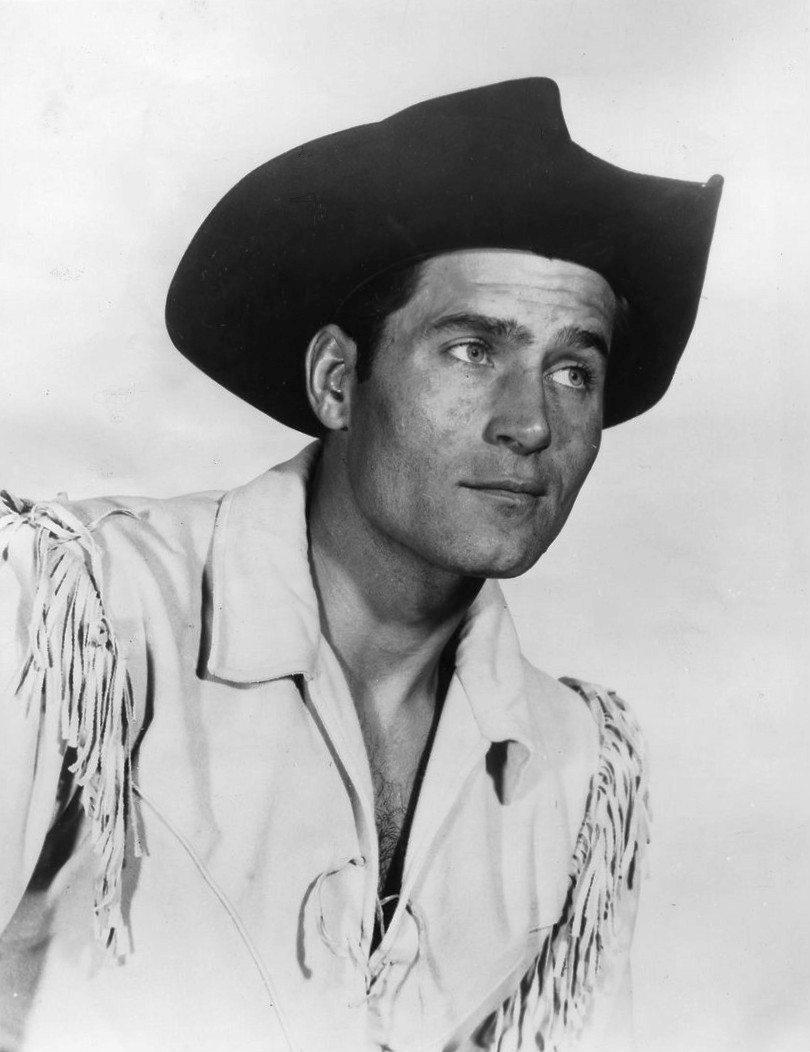
クリント・ウォーカー／5月21日没

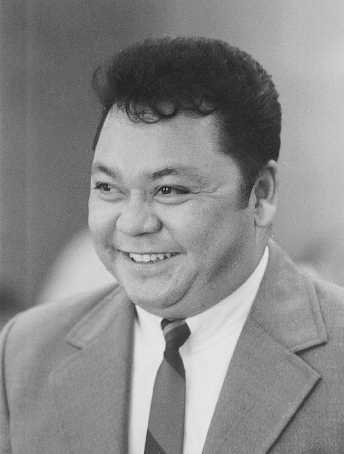
ペドロ・テノリオ／5月21日没

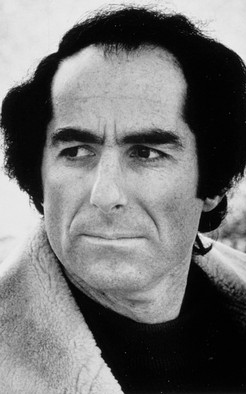
フィリップ・ロス／5月22日没

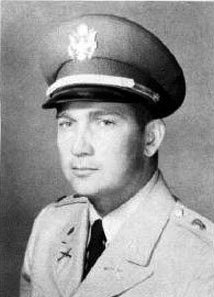
ルイス・ポサダ・カリレス／5月23日没

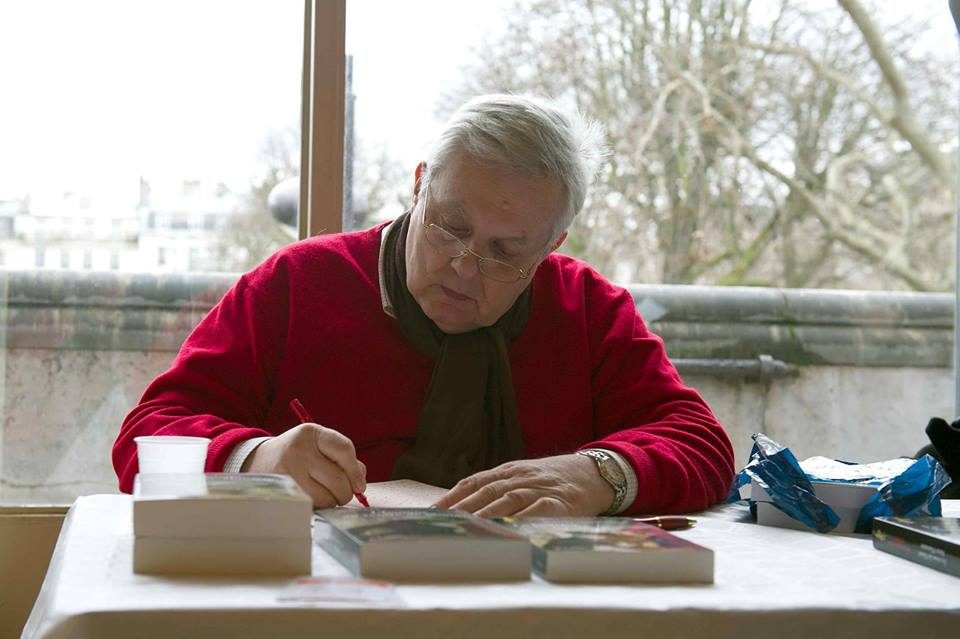
ジャン＝フランソワ・パロ／5月23日没

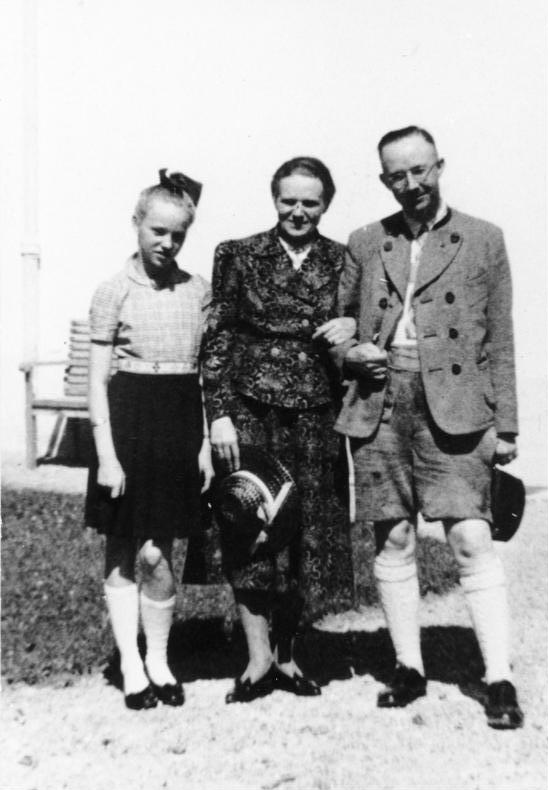
グドルーン・ブルヴィッツ（左）／5月24日没

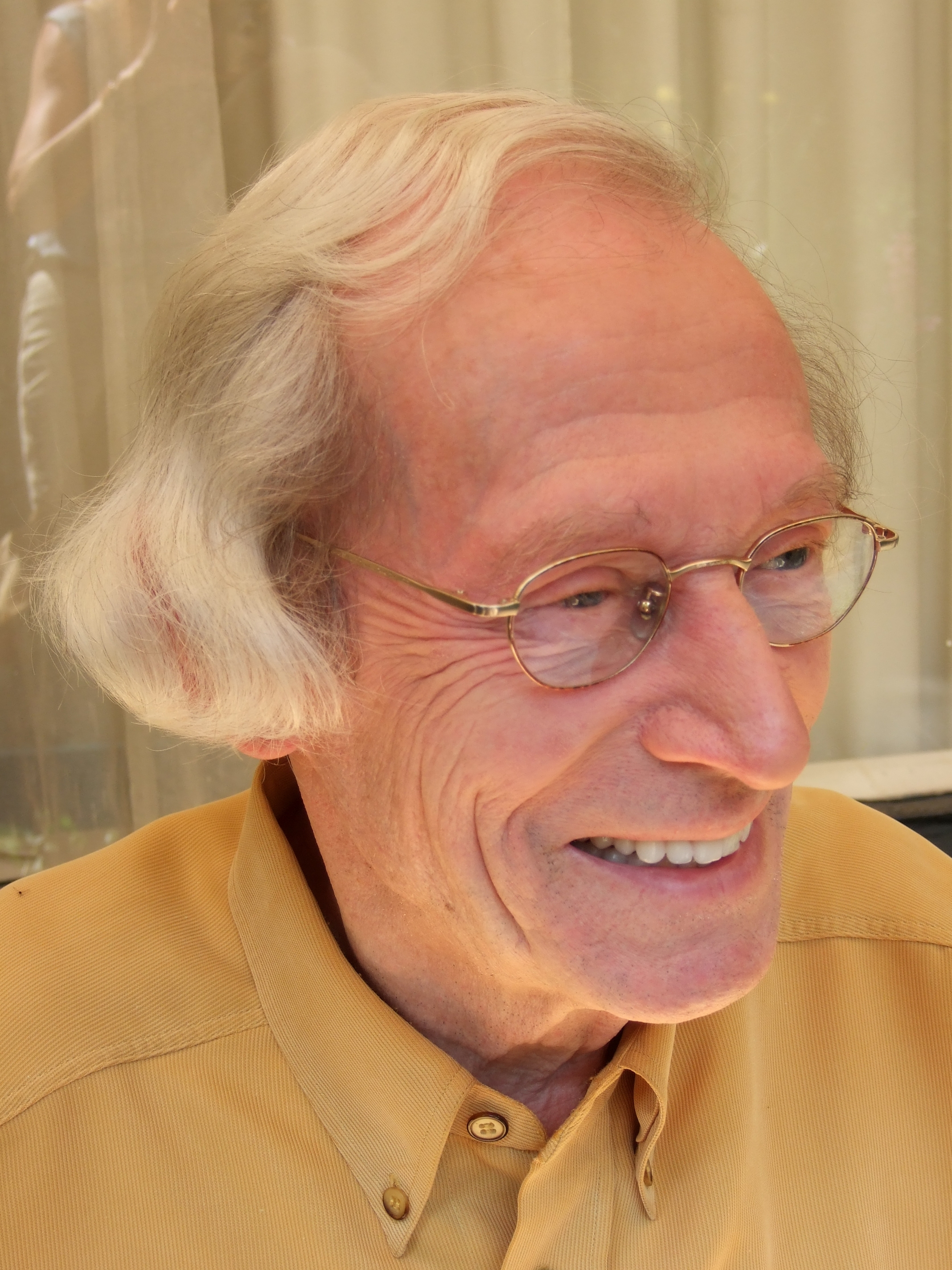
ピート・ケー／5月24日没

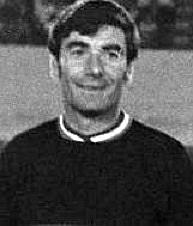
ロジェ・ピアントニ／5月26日没

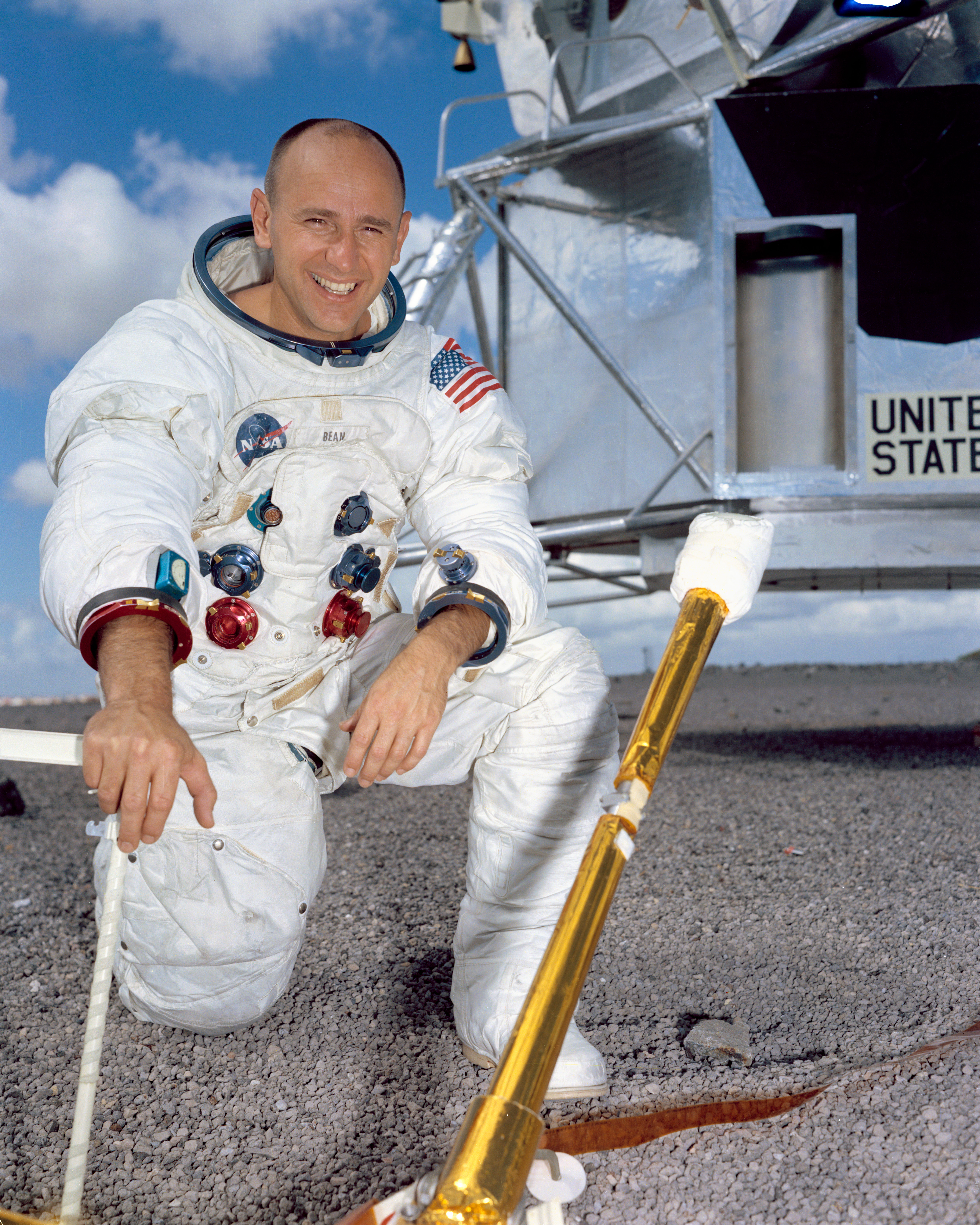
アラン・ビーン／5月26日没

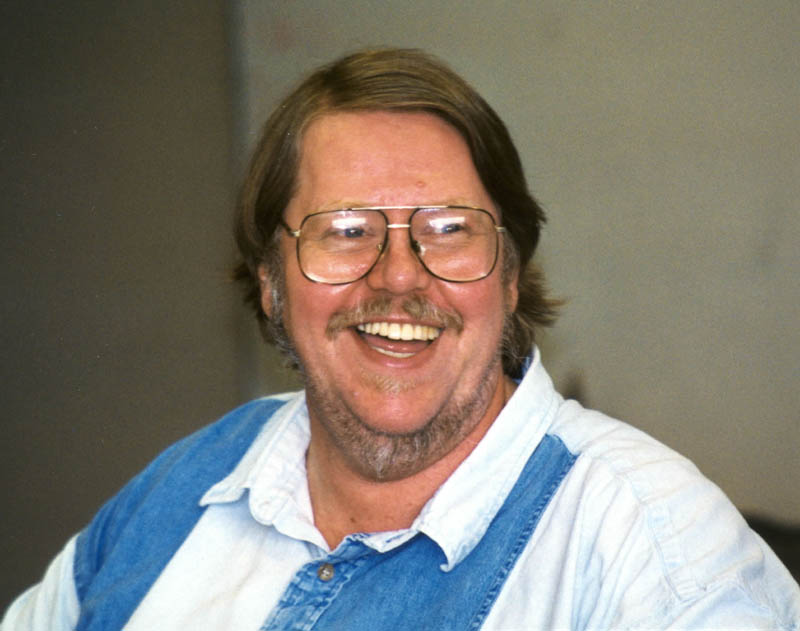
ガードナー・ドゾワ／5月27日没

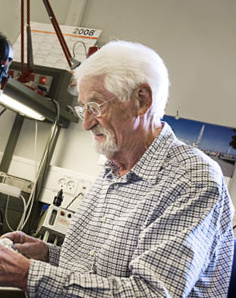
イェンス・スコウ／5月28日没

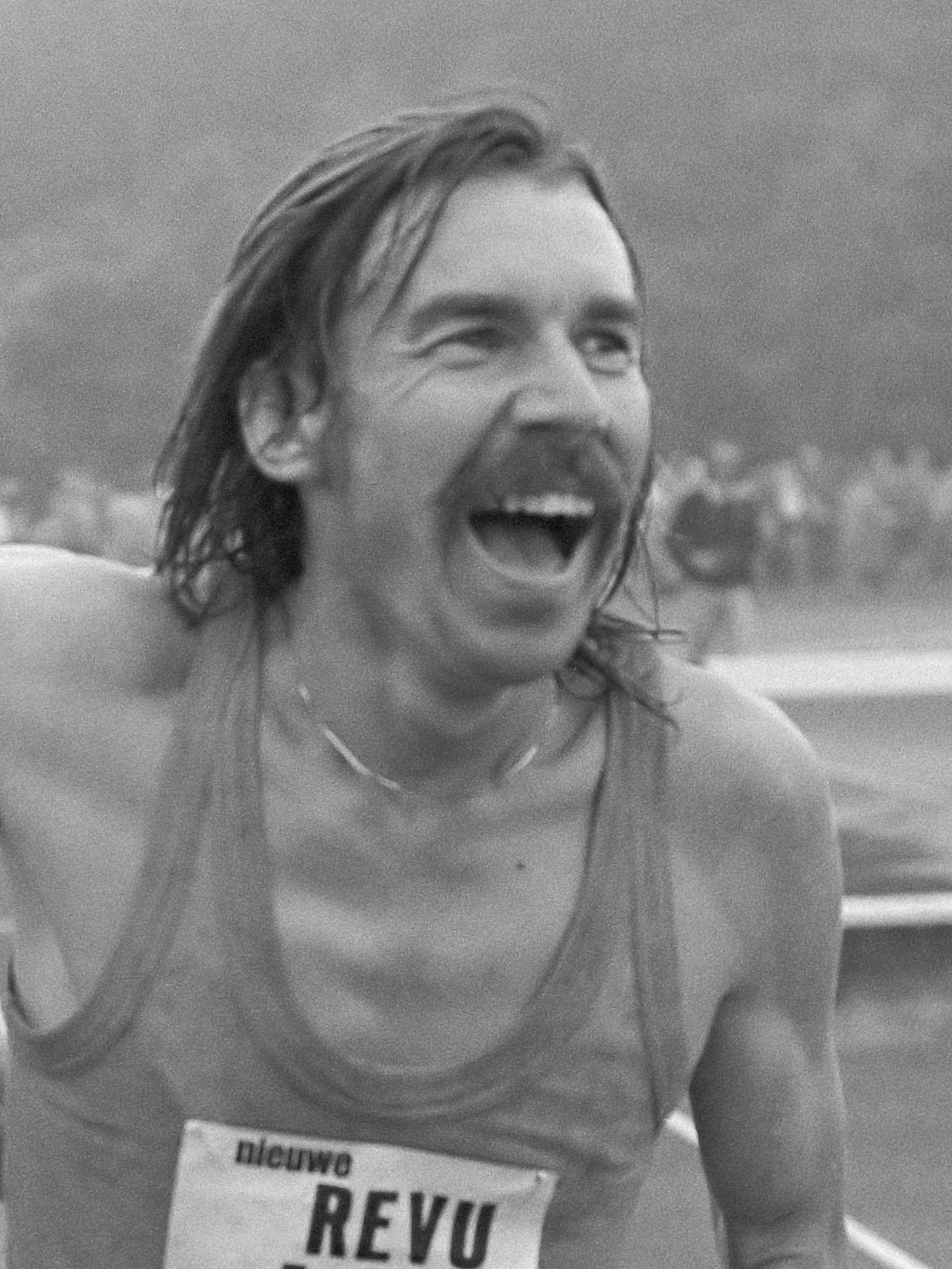
ディック・クァックス／5月28日没

- 5月16日 - 宮崎進、日本の洋画家（* 1922年）[93]
- 5月16日 - 高瀬重二郎、日本の社会運動家、元ハンセン病療養所協議会長（* 1923年）[94]
- 5月16日 - ジョセフ・カンパネラ、アメリカ合衆国の俳優（* 1924年）[95]
- 5月16日 - ルチアン・ピンティリエ（ルーマニア語版）、ルーマニアの映画監督（* 1933年）[96]
- 5月16日 - 趙康民、中華人民共和国の考古学者、兵馬俑発見者の1人（* 1936年）[97]
- 5月16日 - 大西和彦、日本の実業家、元湖東信用金庫理事長・会長（* 1939年?）[98]
- 5月16日 - 星由里子、日本の俳優（* 1943年）[99]
- 5月16日 - 西城秀樹、日本の歌手、俳優（* 1955年）[100]
- 5月16日 - 鈴村直樹、日本のドイツ語学者、慶応大学教授、慶応義塾常任理事（* 1963年）[101]
- 5月17日 - リチャード・パイプス、ポーランド出身でアメリカ合衆国の歴史学者（* 1923年）[102]
- 5月17日 - 麦島勝、日本の写真家（* 1928年）[103]
- 5月17日 - 原岡昭一、日本の医学者、元香川県立保健医療大学学長、岡山大学名誉教授（* 1929年）[104]
- 5月17日 - 古澤嘉生、日本の音楽学者、西南学院大学名誉教授（* 1930年）[105]
- 5月17日 - イ・ヨンヒ（朝鮮語版）、大韓民国のファッションデザイナー（* 1936年）[106]
- 5月17日 - 高宮輝千代、日本の馬術選手、1972年ミュンヘンオリンピック馬術競技日本代表、1980年モスクワオリンピック馬術競技日本代表（* 1941年?）[107]
- 5月17日 - ニコル・フォンテーヌ、フランスの政治家、元欧州議会議員・議長（* 1942年）[108]
- 5月17日 - 石井博泰、日本の元俳優（* 1967年）[109]
- 5月18日 - 孫孚凌（中国語版）、中華人民共和国の政治家、元全国政治協商会議副主席（* 1921年）[110]
- 5月18日 - アントニオ・ルパテッリ（イタリア語版）（トニー・ウルフ）、イタリアの漫画家、イラストレーター（* 1930年）[111]
- 5月18日 - 堀江鉄弥、日本の実業家、元日本長期信用銀行頭取（* 1930年、もしくは1931年）[112]
- 5月18日 - イヤード・アッ＝ラーウィー（英語版）、イラクの元軍人、元参謀総長（* 1942年）[113]
- 5月18日 - 三村博昭、日本の政治家、元福島県矢吹町長（* 1942年）[114]
- 5月18日 - ステファニー・アダムズ（英語版）、アメリカ合衆国のモデル（* 1970年）[115]
- 5月19日 - バーナード・ルイス、イギリスの歴史学者、プリンストン大学名誉教授（* 1916年）[116]
- 5月19日 - 上寺久雄、日本の教育学者、兵庫教育大学名誉教授（* 1920年）[117]
- 5月19日 - 大坪景章、日本の俳人（* 1924年）[118]
- 5月19日 - 大石可久也、日本の洋画家（* 1924年）[119]
- 5月19日 - ロバート・インディアナ、アメリカ合衆国の現代美術家、舞台美術家、衣装デザイナー（* 1928年）[120]
- 5月19日 - 鄭張尚芳（中国語版）、中華人民共和国の言語学者（* 1933年）[121]
- 5月19日 - 粟国良行、日本の政治家、元沖縄県与那原町長（* 1933年?）[122]
- 5月19日 - レジー・ルーカス、アメリカ合衆国のミュージシャン、ソングライター（* 1953年）[123]
- 5月20日 - パトリシア・モリソン（英語版）、アメリカ合衆国の女優（* 1915年）[124]
- 5月20日 - 伊原昭、日本の国文学者、梅光学院大学名誉教授（* 1917年）[125]
- 5月20日 - ビル・ゴールド（英語版）、アメリカ合衆国のグラフィックデザイナー（* 1921年）[126]
- 5月20日 - 香西泰、日本の経済学者、第7代政府税制調査会長（* 1933年）[127]
- 5月20日 - ディーター・シュネーベル、ドイツの作曲家（* 1935年）[128]
- 5月20日 - ラモン・チャオ（スペイン語版）、スペインのジャーナリスト、作家（* 1935年）[129]
- 5月20日 - 鎌田誠晧、日本の実業家、元セブン-イレブン・ジャパン副社長（* 1939年?）[130]
- 5月20日 - キャロル・マン、アメリカ合衆国のプロゴルファー、世界ゴルフ殿堂（* 1941年）[131]
- 5月20日 - 山口英夫、日本の将棋棋士（* 1941年）[132]
- 5月20日 - 具本茂（英語版）、大韓民国の実業家、LGグループ会長（* 1945年）[133]
- 5月20日 - 岩本洋、日本のバレーボール指導者（* 1947年）[134]
- 5月20日 - 恵谷治、日本のジャーナリスト（* 1949年）[135]
- 5月21日 - グレン・スノッディー、アメリカ合衆国の録音技師、ファズ発明家（* 1922年）[136]
- 5月21日 - 戸田修三、日本の法学者、商法学者、中央大学名誉教授・元学長（* 1923年）[137]
- 5月21日 - クリント・ウォーカー、アメリカ合衆国の俳優（* 1927年）[138]
- 5月21日 - 大塚三逕、日本の書家、毎日書道展参与会員（* 1928年?）[139]
- 5月21日 - ペドロ・テノリオ、北マリアナ諸島の政治家、元北マリアナ諸島知事（* 1934年）[140]
- 5月21日 - アンナ・マリア・フェレーロ （イタリア語版）、イタリアの女優（* 1934年）[141]
- 5月21日 - 栗城史多、日本の登山家（* 1982年）[142]
- 5月22日 - 石井トヨ子、日本の実業家、元石井食品会長（* 1919年）[143]
- 5月22日 - 陸春齢、中華人民共和国の笛子演奏家、上海音楽学院教授（* 1921年）[144]
- 5月22日 - 尾花仙朔、日本の詩人（* 1927年）[145]
- 5月22日 - 小林責、日本の能狂言研究者、武蔵野大学名誉教授（* 1928年）[146]
- 5月22日 - フィリップ・ロス、アメリカ合衆国の小説家（* 1933年）[147]
- 5月22日 - 下田信夫、日本のイラストレーター（* 1949年）[148]
- 5月23日 - ルイス・ポサダ・カリレス、キューバ出身の反共テロリスト、元CIA工作員（* 1928年）[149]
- 5月23日 - 小坂哲瑯、日本の実業家、松本楼会長（* 1932年）[150]
- 5月23日 - リチャード・ペック（英語版）、アメリカ合衆国の小説家（* 1934年）[151]
- 5月23日 - たむらまさき、日本の撮影監督（* 1939年）[152]
- 5月23日 - 高橋美徳、日本のプロボクサー、ボクシング指導者・プロモーター、日本プロボクシング協会副会長（* 1939年）[153]
- 5月23日 - ジャン＝フランソワ・パロ、フランスの外交官、歴史ミステリー作家（* 1946年）[154]
- 5月24日 - グドルーン・ブルヴィッツ、ドイツの政治活動家、ハインリヒ・ヒムラーの娘（* 1929年）[155]
- 5月24日 - 花柳若菜（花柳若奈）、日本の舞踏家（花柳流）（* 1933年）[156]
- 5月24日 - 野崎幸助、日本の実業家（* 1941年）[157]
- 5月24日 - 土山しげる、日本の漫画家（* 1950年）[158]
- 5月24日 - 千葉龍太郎、日本のベーシスト、GRAND FAMILY ORCHESTRA、新世界リチウムメンバー（* 1988年）[159]
- 5月25日 - ピート・ケー、オランダのオルガニスト、作曲家（* 1927年）[160]
- 5月25日 - 河島英昭、日本のイタリア文学者、東京外国語大学名誉教授（* 1933年）[161]
- 5月26日 - 津本陽、日本の小説家（* 1929年）[162]
- 5月26日 - ロジェ・ピアントニ、フランスのサッカー選手、元フランス代表（* 1932年）[163]
- 5月26日 - アラン・ビーン、アメリカ合衆国の宇宙飛行士（* 1932年）[164]
- 5月26日 - 古賀力、日本のシャンソン歌手（* 1934年）[165]
- 5月26日 - 安崎暁、日本の実業家、元小松製作所代表取締役社長（* 1937年）[166]
- 5月26日 - テッド・ダブニー（英語版）、アメリカ合衆国の電子工学者、アタリ共同創業者（* 1937年）[167]
- 5月26日 - 横山和正、日本の空手家、映画俳優（* 1958年）[168]
- 5月27日 - ラス・リーガン（英語版）、アメリカ合衆国の音楽レーベル重役、A&R（* 1928年）[169]
- 5月27日 - 岩下豊彦、日本の心理学者、早稲田大学名誉教授（* 1933年）[170]
- 5月27日 - ドナルド・ピーターソン（英語版）、アメリカ合衆国の宇宙飛行士（* 1933年）[171]
- 5月27日 - アリー・ロトフィ・マフムード（英語版）、エジプトの政治家、元首相（* 1935年）[172]
- 5月27日 - 鹿田明義、日本出身のブラジルの団体職員、元リオデジャネイロ州日伯文化体育連盟理事長（* 1937年）[173]
- 5月27日 - ガードナー・ドゾワ、アメリカ合衆国のSF作家、アシモフズ・サイエンス・フィクション誌編集者（* 1947年）[174]
- 5月27日 - 佐々木健、日本のバイオ環境工学者、広島国際学院大学教授・元学長（* 1947年）[175]
- 5月28日 - 王大閎（中国語版）、中華民国の建築家（* 1917年）[176]
- 5月28日 - イェンス・スコウ、デンマークの化学者、ノーベル化学賞受賞者（* 1918年）[177]
- 5月28日 - マリア・ドロレス・プラデーラ（スペイン語版）、スペインの歌手、女優（* 1924年）[178]
- 5月28日 - セルジュ・ダッソー（フランス語版）、フランスの実業家、政治家（* 1925年）[179]
- 5月28日 - ハンス＝マルティン・シュナイト、ドイツの指揮者、元東京芸術大学客員教授、元神奈川フィルハーモニー管弦楽団首席客演指揮者・音楽監督（* 1930年）[180]
- 5月28日 - 入内島十郎、日本の生理学者、広島大学名誉教授（* 1931年）[181]
- 5月28日 - オラ・ウルステン（英語版）、スウェーデンの政治家、元首相、外相（* 1931年）[182]
- 5月28日 - 増井和子、日本のジャーナリスト（* 1932年、もしくは1933年）[183]
- 5月28日 - いか八朗、日本の俳優、タレント、作曲家（* 1934年）[184]
- 5月28日 - ピッポ・カルーソ（イタリア語版）、イタリアの作曲家、指揮者（* 1935年）[185]
- 5月28日 - 小島武夫、日本のプロ雀士、日本プロ麻雀連盟初代会長・名誉顧問（* 1936年）[186]
- 5月28日 - 黒田英三、日本の体育学者、大阪大学名誉教授（* 1937年）[187]
- 5月28日 - ディック・クァックス、ニュージーランドの陸上競技選手、モントリオールオリンピック5000m走銀メダリスト（* 1948年）[188]
- 5月29日 - 松下修也、日本のチェリスト（* 1929年）[189]
- 5月29日 - ヨセフ・イムリー（英語版）、イスラエルの物理学者（* 1939年）[190]
- 5月29日 - パンチョ加賀美、日本のドラマー、タレント、ピンキーとキラーズ元メンバー（* 1944年）[191]
- 5月30日 - 角田文男、日本の衛生学者、岩手医科大学名誉教授（* 1930年）[192]
- 5月30日 - 狩野忠正、日本の建築家、元神戸大学教授、元大阪芸術大学教授（* 1938年）[193]
- 5月30日 - ダン・ニーン（英語版）、イギリスのロードレースレーサー（* 1987年）[194]
- 5月31日 - ホセイート・マテオ（スペイン語版）、ドミニカ共和国のメレンゲ歌手（* 1920年）[195]
- 5月31日 - 栗原幸男、日本の実業家、元大同毛織（現ダイドーリミテッド）社長（* 1924年）[196]
- 5月31日 - マイケル・フォード（英語版）、アメリカ合衆国のアートディレクター（* 1928年）[197]
- 5月31日 - 野見山実、日本のテレビプロデューサー、元RKB毎日放送プロデューサー（* 1937年）[198]